# Destry znowu w siodle
Destry znowu w siodle (Destry Rides Again) – amerykański western z 1939 roku.

## O filmie
Film został oparty na powieści Maxa Branda pod tym samym tytułem z 1930 roku. W głównych rolach obsadzeni zostali Marlene Dietrich i James Stewart. Akcja filmu rozgrywa się na Dzikim Zachodzie, w fikcyjnym miasteczku Bottleneck, dokąd zostaje wysłany pacyfistyczny Destry (Stewart). Ma on za zadanie przywrócić ład i porządek w mieście. Spotyka tam Frenchy (Dietrich), piosenkarkę występującą w saloonie. Parę zaczyna łączyć głębokie uczucie.
Film spotkał się z olbrzymim sukcesem kasowym i artystycznym. Był jednym z największych przebojów 1939 roku, obok takich produkcji jak Przeminęło z wiatrem i Czarnoksiężnik z Oz.
Obraz był pierwszym dużym sucesem Marleny Dietrich po serii kilku nieudanych filmów, kiedy jej kariera zachwiała się w połowie lat 30. Był to także jej pierwszy film dla studia Universal Pictures. Komediowa kreacja, w jaką tu się wciela, zrywa z jej poprzednim wizerunkiem uwodzicielskiej femme fatale. Aktorka wykonała tu dwie piosenki: „See What the Boys in the Back Room Will Have” i „You've Got That Look” (napisane przez Franka Loessera i skomponowane przez Friedricha Hollaendera), które stały się dużymi przebojami i regularnymi pozycjami w jej późniejszym repertuarze estradowym.

## Obsada
- Marlene Dietrich jako Frenchy
- James Stewart jako Tom Destry
- Mischa Auer jako Boris Callahan
- Charles Winninger jako Washington Dimsdale
- Brian Donlevy jako Kent
- Allen Jenkins jako Gyp Watson
- Warren Hymer jako Bugs Watson
- Irene Hervey jako Janice Tyndall
- Una Merkel jako Lily Belle
- Billy Gilbert jako Loupgerou
- Samuel S. Hinds jako Judge Slade
- Jack Carson jako Jack Tyndall

## Oceny
| Źródło          | Ocena |
| --------------- | ----- |
| AllMovie        | [ 3 ] |
| Eye for Film    | [ 4 ] |
| Rotten Tomatoes | 100%  |